# Johnny 5 (Short Circuit)
Pour les articles homonymes, voir Numéro 5.
Numéro 5 (ou du nom qu’il se choisit lui-même Johnny 5) est un personnage fictif des films Short Circuit (1986) et Appelez-moi Johnny 5 (1988). Le personnage a été imaginé par les scénaristes Brent Maddock et S.S. Wilson. Sa voix est interprétée par les comédiens Tim Blaney en version originale et Jean-François Vlérick en version française.
Il s'agit d'un robot créé originellement dans un but militaire, ayant subitement été doté d’une conscience après avoir été frappé par la foudre. Il est donc considéré comme vivant : il a des émotions et est autonome.

## Histoire

### Sorti d’usine (Short Circuit)
Le Prototype S-A-I-N-T Numéro 5 H-429 a été conçu par le Professeur Newton Crosby et son partenaire Benjamin « Jabutiya » Jahrvi (prononcer Jahvèri), puis construit par la division « Robotics » de NOVA Laboratories Incorporated, filiale à Astoria (en Oregon) d’une firme New Yorkaise travaillant pour les forces armées des États-Unis. Quatre autres prototypes ont été construits dans le même temps. Le tout aurait été destiné au département de la Défense des États-Unis dans le contexte de la guerre froide. Ce soldat robotisé étant prévu pour transporter une arme nucléaire, NOVA l’a présenté à l’armée sous le nom de S-A-I-N-T : Système Artificiel-Intelligent Nucléaire de Transport. Cet acronyme est prononcé « Saint » dans le film, ce qui évoque l’idée d’invincibilité des robots, élevés par leurs créateurs à l’état de « semi-dieux ».

Version européenne du logo du film.

Lors d’une scène du film, le Pr Crosby soutient l’idée selon laquelle il avait initialement prévu un usage civil pour ces robots, un rôle d'aide-ménager selon ses dires. Il semblerait donc que son invention ait été détournée de son objectif initial par NOVA et l’armée.
Numéro 5 possède de singulières caractéristiques. La somme exacte dépensée pour sa construction a été de 11 002 076,17 dollars US. Finalement, son poids est approximativement de 350 kg, malgré une enveloppe externe faite d’un alliage en magnésium. Avec ses chenilles, il peut rouler à une vitesse de près de 50 km/h par ses propres moyens. Ses bras robotiques sont très articulés et assez efficaces pour : écraser un épais bloc de glace, mélanger des boissons, conduire, manipuler des appareils hautement électriques et enfin opérer des réparations sur lui-même. De plus, il est équipé d’un bras spécial habituellement replié, une sorte de couteau suisse robotique pourvu de nombreux outils tels une mini-pince de manipulation, un dispositif de rotor, un fer à souder, un passe-partout universel, un tournevis, ou encore un foret.
En vue d’une utilisation militaire, il a été équipé d’une arme laser (qui peut être activée ou désactivée par un technicien de NOVA Robotics seulement), de caméras stéréoscopiques à analyse spectrale, d’une batterie d’appareils sensoriels (la majeure partie se trouvant sur sa tête), de micros fortement sensibles, et d’une antenne pouvant télécommander certains appareils. Étonnamment, il est aussi capable de lire de façon fulgurante et d’absorber très rapidement de vastes connaissances écrites (par exemple, en scannant un volume d’encyclopédie en quelques secondes).

### Modifié (Short Circuit 2 - Appelez-moi Johnny 5)
Durant l’année séparant les évènements fictifs du premier et du second film, Johnny 5 a opéré plusieurs changements sur sa personne, et ce en de nombreux points. Comme il est globalement pacifique et n’a donc aucun désir de tuer, Johnny 5 a enlevé son arme laser pour la remplacer par une boîte à outils rouge contenant divers équipements comme un parapluie, un grappin magnétique, une perceuse laser, un appareil photo polaroid ou bien encore un deltaplane.
Sa source d’énergie initiale a été remplacée par une batterie au lithium-argon pouvant fournir assez de courant pour 500 heures de veille. En cas d’urgence, une batterie d’appoint ayant une capacité de plus de deux heures peut lui permettre de parer aux imprévus. Il est maintenant équipé d’une antenne universelle lui permettant le contrôle de presque tout appareil électrique, et sa mémoire vive (RAM) a été augmentée à 512 mégaoctets (une valeur qui était  très importante à l’époque du film).
Il est désormais décoré de nombreux auto-collants, parmi lesquels Greenpeace, sous l’influence du goût prononcé pour l’écologie de son amie Stéphanie. À la fin du film, Numéro/Johnny 5 se voit de plus doté d’une enveloppe plaquée or.

### Personnalité

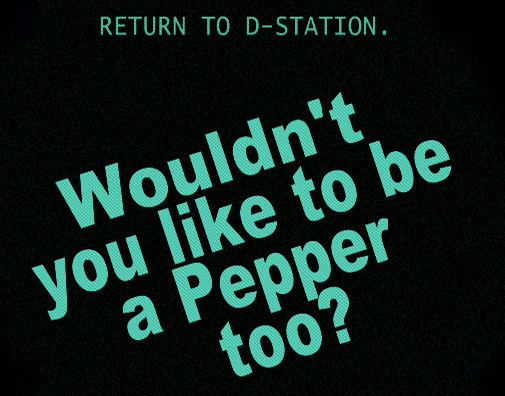
Numéro 5 citant une pub Dr Pepper.

Johnny 5 est très curieux et a une soif insatiable d'infos et de données en tout genre, plus spécialement en matière de livres et de télévision. Ayant commencé sa vie en tant que prototype militaire, il a par réaction acquis un grand respect de la vie et refuse d’utiliser ses capacités pour blesser les autres. Il est très inventif, intelligent, possède de vastes connaissances, mais peut se montrer étonnamment naïf et crédule, ou commettre des erreurs de jugement. Il trouve les humains étonnants dans leurs comportements parfois agressifs à son égard, mais semble tout de même les apprécier, et développe des amitiés étroites avec certains d’entre eux.
C’est un fan de vieux films et de comédies, qu’il cite souvent. Parmi ses préférés : les Trois Stooges, les vieux films de gangsters, Tarzan, les films de Jackie Gleason, et... les publicités en tous genres qui entrecoupent ces films.
Parfois il peut citer des sources plus sérieuses, comme William Shakespeare, Francis Bacon et autres textes philosophiques.
Il est fasciné par deux livres : Frankenstein de Mary Shelley et Pinocchio de Carlo Collodi, probablement car il se sent proche des protagonistes de ces livres…

## Concept et création

### Conception

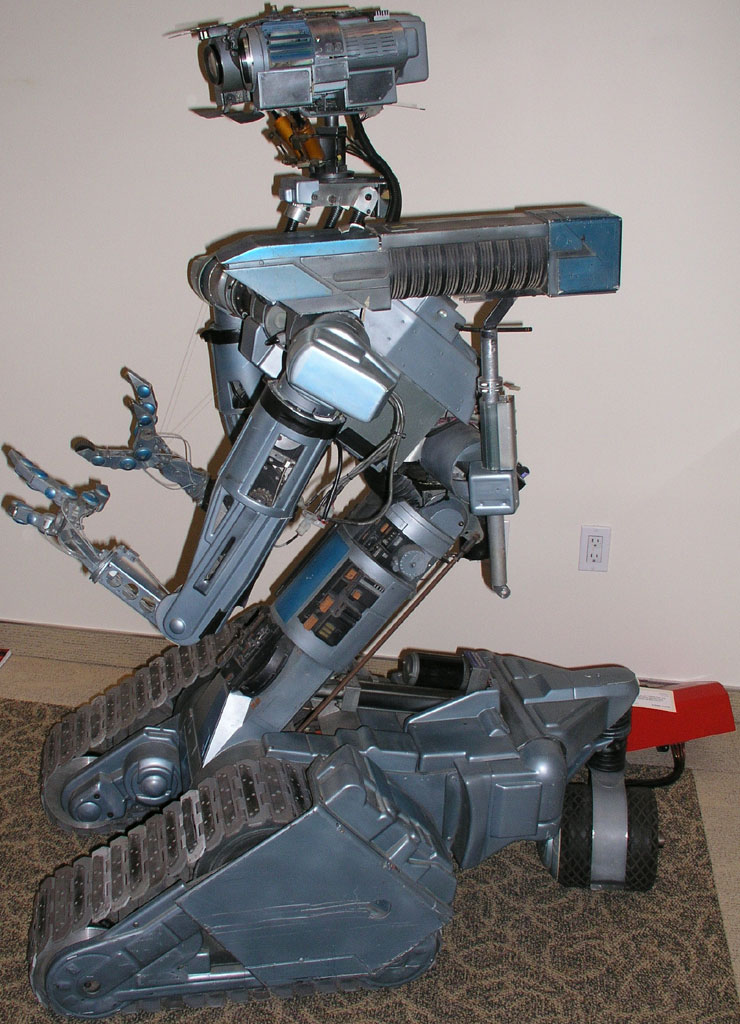
Vue de profil. La boite à outils est interchangeable avec le laser situé sur l’épaule gauche.

Le design du robot a été conçu par Syd Mead, reconnu pour son talent de designer industriel en science-fiction. En effet, parmi les consignes données par le réalisateur du film lui-même, se trouvait celle de doter le prototype d’une allure futuriste, en avance de plus de 50 ans sur notre technologie actuelle. Et de fait, pouvoir construire un tel robot, qui soit autonome et capable d’un tel éventail de capacités, reste impossible dans les années 2000 (seuls certains aspects en sont réalisables, comme le démontrent les prototypes actuels). Ne parlons même pas de son arme principale, un rayon laser destructeur, digne de Star Wars.
Il fut un temps question d’animer le robot en stop motion, mais John Badham et le producteur David Foster se sont alors immédiatement opposés à l’idée, et ont imposé la présence de modèles en taille réelle. Le coût pour la construction matérielle des robots fut donc de 1,2 à 1,4 million de dollars environ. On reste bien évidemment très loin du prix fictif annoncé dans l'histoire du film.
Pour les plans rapprochés, Numéro 5 était une marionnette géante, ses bras visibles à l’image se prolongeant hors-champ par des tiges en métal actionnées manuellement par plusieurs personnes. Pour les plans larges, une version complète était téléguidée en temps réel. Sur le second film, il a même été utilisé un système de costume télémétrique porté par un acteur : ses mouvements étaient transmis au robot, qui les reproduisait fidèlement. Toutes ces performances étaient encadrées de près par le superviseur des effets spéciaux robotiques Eric Allard, la personne ayant construit les robots sur la base du travail de Syd Mead, et qui fut très impliquée sur les tournages des deux Short Circuit.
Au total quinze robots, dont 8 pouvant être entièrement commandés à distance, ont été assemblés de la tête aux chenilles et utilisés sur le tournage du premier film. Dans certaines scènes, une version miniature du robot est tout de même utilisée, comme lorsqu’il tombe du pont Astoria-Megler, poussé par un véhicule blindé de NOVA. Ces versions miniatures, ainsi que celles construites partiellement pour les plans rapprochés, portent au nombre de 20 les robots construits pour les besoins du tournage du premier volet. Anecdote étonnante, des 15 robots complets, le premier à poser des problèmes fut… le numéro 5. Après avoir été victime d’un court-circuit dû au temps particulièrement humide lors des deux premières semaines de tournage, il fut entièrement reconstruit et se révéla curieusement être le plus fiable de tous les prototypes – en fait, il dépassait même la durée de vie théorique de sa batterie et semblait obstinément vouloir fonctionner plus longtemps qu’il ne le devait.
Dans le premier film, les répliques de Johnny 5 étaient jouées en temps réel à haute voix sur le lieu de tournage même, par le marionnettiste Tim Blaney. Cette décision découlait de la volonté de faciliter le jeu des acteurs, de pouvoir ainsi améliorer des scènes (voire les improviser) sur place, et enfin rendre la prestation du robot plus crédible que si la voix avait été doublée en postproduction… Chose qui fut néanmoins faite lors du tournage du second volet. En France, la voix de Johnny 5 est celle de Jean-François Vlérick.

### Inspirations et retentissements
L’histoire de Johnny 5 – voire Johnny 5 lui-même – est étrangement similaire à la nouvelle Le Robot AL-76 perd la boussole (publiée dans le recueil Un défilé de robots), écrite par Isaac Asimov, dans laquelle un robot s’échappe par inadvertance dans un monde qu’il est incapable de comprendre. L’influence du film E.T. l'extra-terrestre est elle aussi évidente, mais est pleinement assumée par les scénaristes. Toutefois, la réelle source d’inspiration est plus complexe. L’un des éléments déclencheurs ayant entraîné la création du film, était que le réalisateur et les producteurs, ayant déjà traité divers films impliquant des robots, ont décidé de mettre en scène l’un d’entre eux n’ayant pas d’émotions ou de sensations de façon naturelle et évidente, mais étant obligé de les acquérir, à la suite d'une sorte de « re-naissance » par exemple. La volonté était aussi de centrer les films sur de grandes questions telles que : « Et si un robot doué d'émotions existait réellement dans la société moderne ? Comment les personnes réagiraient-elles face à lui ? Naturellement, il est à parier qu’elles ne le croiraient pas vivant une seule seconde. » C’est particulièrement de cette idée que naquit initialement Numéro 5 dans l’esprit des scénaristes, Brent Maddock et S.S. Wilson, alors qu’ils n’étaient encore que simples étudiants en cinéma à l’Université de Caroline du Sud.
Les films Short Circuit semblent n’avoir eu qu’un succès limité dans le long terme (bien que le premier opus ait été une réussite au box-office américain, lors de sa sortie au cinéma durant l’été 1986), idée qui tend à être confirmée par une quasi totale absence de merchandising, de produits dérivés officiels. Toutefois, on peut en retrouver une influence possible dans certaines réalisations : le design de Johnny 5 semble en effet avoir inspiré les créateurs de l’attraction Star Tours du Parc Disneyland, des robots très semblables à ceux développés par NOVA peuvent y être vus en zone d’attente, au milieu des droïdes de Star Wars. En outre, le studio Pixar appartenant à Disney a sorti en 2008 un long métrage portant sur un robot présentant plusieurs points communs troublants avec Numéro 5 : WALL-E. Parallèlement, un remake du premier film a été mis en chantier par la société Dimension Films.
On peut aussi remarquer que dans la série télévisée Stargate SG-1, un androïde nommé Numéro 5 est le seul de sa chaîne de production à avoir développé des sentiments, et commence à adopter une attitude sympathisante avec les héros principaux, ce qui tranche avec le comportement de ses congénères. Enfin, durant l’épisode Prototype, saison 2 de la série Star Trek : Voyager, un bras de Johnny 5 peut être vu, posé sur une table…
Dans le domaine musical, et en dehors des compositions spécialement écrites pour la bande originale, les films ont inspiré au groupe Pollen leur chanson Girls Love Robots, dont le refrain équivoque est « Number Five is alive! », soit : « Numéro Cinq est vivant ! ». De plus, le chanteur J-Five a choisi son pseudonyme par hommage au robot.